# Іван Цибулька
Іван Цибулька (чеськ. Iwan Waclaw Cibulka, також відомий під прізвищем Вацлав; 5 грудня 1880, Прага, Чехія – 5 вересня 1943, Софія, Третє Болгарське царство) – чеський віолончеліст і музичний педагог, який більшу частину свого життя провів у Болгарії. Став першим віолончелістом, що виступав у Болгарії. Чоловік вокального педагога проф. Мари Цибульки та батько композитора Кирила Цибульки.

## Життєпис
Іван Цибулька народився в 1880 в Празі. 
У 10 років почав ходити на уроки віолончелі.  
Був одним із перших професійних чеських віолончелістів.
Прибув до Болгарії в 1900 і почав працювати у гвардійському оркестрі, після чого став першим віолончелістом в оркестрі Національної опери в Софії. Познайомив болгарську аудиторію з досі невідомим у цій країні інструментом, а також з численними концертами на віолончелі Антоніна Дворжака, Йозефа Гайдна, Каміля Сен-Санса та інших композиторів. 
У 1901 заснував один із перших струнних квартетів у Болгарії, до складу якого входиди Йозеф Швертнер, Фр. Ханель і Клінгер. Цей квартет проіснував лише два роки, але дав сильний поштовх для появи камерної музики в Болгарії.
У 1908 Цибулька став одним зі співзасновників Болгарської оперної дружби (сьогодні Національної опери та балету), а в 1924 –Болгарської національної філармонії (сьогодні Софійської філармонії) та її багаторічним головою.
У 1921 Іван Цибулька закінчив Лейпцизьку консерваторію в класі Юлія Кленгеля. У тому ж році одружився зі співачкою та вокальним педагогом Марою Маріновою після 15 років знайомства, протягом якого чекав дозволу Ватикану перейти до Східної православної церкви. 
У 1927 у них народився син Кирило Цибулька. Мара Цибулька приєднується до інструментального камерного квінтету Цибульків (віолончель), Ганса Коха (скрипка), Отто Доубе (фортепіано), Бояна Константинова (скрипка) та Йозефа Сілаби (альт).
Цибулька продемонстрував чудову музичну культуру та завоював славу якісного виконавця у своїй сольній та концертній діяльності під керівництвом Ісаї Добровена, Мойсея Златіна, Юрія Померанцева в Болгарській національній філармонії та в Академічному симфонічному оркестрі з диригентом Сашею Поповим. Для камерних вистав Цибулька також працював з такими композиторами як Андрій Стоянов, Менахем Бенсусан, диригентом та викладачем фортепіано Генріхом Віснером та іншими. Здійснив кілька концертних турів Німеччиною та Чехословаччиною. Одним з його великих міжнародних успіхів став сольний виступ у концертному залі "Гевандхаус" у Лейпцигу (1918).
Окрім виконавця, Цибулька виступає і як музичний педагог. 
У період з 1907 по 1934 рік працював у приватній та державній музичній школі в Софії, а також у Державній музичній академії, де в 1925 став професором, а в 1933 – 1934 працював директором. Хоча спочатку Цибулька зіштовхувався з багатьма забобонами щодо музичної професії і йому було важко знайти бажаючих вчитися грі на віолончелі, поступово він побудував цілу школу в Болгарії. Серед його випускників є віолончелісти, такі як Веселин Вапорджиєв, Кирило Вапорджиєв, Ангел Борисов та Костянтин Кугійський.
Цибулька писав твори для камерного оркестру, сольні п'єси для віолончелі, марші для симфонічного оркестру та інші.